# میشل بوید
میشل بوید (انگلیسی: Michele Boyd؛ زادهٔ ۲۹ اکتبر ۱۹۸۰) یک هنرپیشه اهل ایالات متحده آمریکا است.

از فیلم‌هایی که وی در آن‌ها نقش داشته است می‌توان به ۳ تفنگدار اشاره نمود.